# Tielman Brothers
Les Tielman Brothers sont un groupe musical néerlandais-indonésien de rock 'n' roll, actif entre 1947 et 1976. Il est le premier à s'être lancé avec succès dans la scène musicale internationale dans les années 1950, et l'un des pionniers du rock 'n' roll aux Pays-Bas, et sont crédités pour avoir sorti le premier single néerlandais de rock 'n' roll, Rock Little Baby of Mine, en 1958. Le groupe est célèbre en Europe pour avoir joué un genre de rock 'n' roll appelé indorock : une fusion de musiques indonésienne et occidentale ayant des racines dans le Keroncong.
À l'apogée de leur carrière, dans les années 1950 et au début des années 1960, les concerts du groupe font partie des concerts les plus acclamés.

## Histoire
Les fondateurs du groupe sont les enfants d'Herman Tielman de Kupang (Petites îles de la Sonde orientales, Indonésie de l'Est), et de Flora Lorine Hess : Andy (voix, guitare), Reggy (guitare), Ponthon (basse) et Loulou Tielman (batterie). Ils grandissent en Indonésie, où ils jouent pour la première fois sous le nom de Timor Brothers and the Four T's. Les Tielman Brothers sont à l'avant-garde de ce qui deviendra la scène indorock, bien qu'ils ne soient pas le tout premier groupe du genre.

### Années 1950
En 1956, les Tielman Brothers s'installent aux Pays-Bas, d'abord à Bréda, puis à La Haye. Leurs performances sont remarquées pour leur jeu de scène, qui inclut du lancer de guitare.
En 1958, le groupe fait partie du pavillon néerlandais à l'exposition universelle de Bruxelles. Ils sont le groupe de secours. Lorsque le groupe hawaïen fait une pause, les frères Tielman sont supposés jouer pendant seulement 15 minutes, mais ils profitent de l'opportunité. Sur la scène, ils excitent l'audience avec leurs pitreries tout en se lançant les instruments les uns les autres et en jouant de la basse avec leurs dents. Leur performance sur scène attire l'attention d'organisateurs de concerts internationaux, et le groupe décroche plusieurs concerts dans des boîtes de nuit allemandes, dont le Reeperbahn à Hambourg.
Après l'exposition universelle, les Tielman Brothers sont signés par la compagnie de disques belge Fernap Records pour enregistrer leur premier single, Rock Little Baby of Mine. Ce single est considéré comme étant le premier disque de rock 'n' roll néerlandais,. En 1959, le groupe est signé chez Imperial Records.

### Années 1960
En 1960, un guitariste supplémentaire, Frank Luyten, rejoint le groupe. En Allemagne, le groupe devient un groupe de scène populaire. Le groupe reçoit là-bas un salaire de 20 000 florins pour jouer pendant un mois, et Ariola sort des disques spécialement destinés au marché allemand. Dans leur sillage, d'autres groupes d'indorock commencent à jouer en Allemagne. Les Tielman Brothers jouent aussi en Autriche, en Suisse, en Belgique, en France, en Italie et en Suède. Ils ont moins de succès aux Pays-Bas, où ils jouent principalement dans leur ville de La Haye. Le groupe reçoit peu d'attention de la part des médias néerlandais : une performance pour la télévision au Avro Weekend Show en janvier 1960 est critiquée, car le groupe avait incorporé une mélodie de Mozart (Sonate pour piano no 16) dans la chanson 18th Century Rock.
Au début de 1964, Andy et Reggy sont impliqués dans un sérieux accident de voiture en Allemagne. Cela marque le début de plusieurs changements dans la formation du groupe, avec Andy Tielman comme seul membre permanent. Luyten et Alfons Faverey quittent les Tielman Brothers en 1964 pour former le groupe de rhythm and blues The Time Breakers. En 1966, les Tielman Brothers sont rejoints par George de Fretes pendant une courte période. D'autres musiciens rejoignent temporairement le groupe, comme Rob Latuparissa (batterie), Hans Bax (guitare), Roy udy Piroeli (guitare) et Leo Masengi (saxophone).
Fin 1967, les Tielman Brothers sortent le single Little Bird, qui est leur plus grand succès aux Pays-Bas. Le single est no 7 dans le Nederlandse Top 40.

### Dernières années
Dans les années suivantes, les Tielman Brothers s'installent en Australie. Ce déplacement provenait possiblement de ce qu'ils ressentaient être du racisme et qu'ils n'obtenaient pas de crédit juste pour leurs efforts dans l'industrie musicale. Les membres du groupe retournent de manière occasionnelle en Europe pour y donner des concerts. En 1983, Andy Tielman dissout le groupe. En 1990, les Tielman Brothers se réunissent pour un concert de retrouvailles. Reggy et Ponthon ne sont pas présents.
En mars 2014, le dernier membre d'origine, Reggy Tielman, meurt à l'âge de 80 ans. Ses frères Andy (en 2011), Ponthon (2000) et Loulou (1994) l'avaient précédé.

## Discographie

### Singles
- 1959 : Rock Little Baby of Mine
- 1960 : 18th Century Rock[9]
- 1961 : I Can't Forget You
- 1962 : Tahiti Jungle
- 1965 : Exodus
- 1965 : Hello Caterina
- 1965 : Little lovely lady
- 1965 : Maria NED : No. 20[10]
- 1965 : No One But You
- 1965 : White Christmas
- 1966 : Wanderer ohne Ziel
- 1966 : You Got Too Much Going For You
- 1967 : Little Bird NED : No. 7[10]
- 1968 : Nina Don't Go
- 1970 : Manolita (Andy Tielman)
- 1971 : Say A Simple Word (Andy Tielman)
- 1972 : Poor People (feat. Andy Tielman) P-B. : Tip[10]
- 1972 : With Your Help (Oh Mighty Father) (Andy Tielman)
- 1973 : Hey Hey (Rock 'n' Roll Is In)
- 1975 : Goodbye Mama (Andy Tielman and the Tielman Brothers)
- 1976 : Rip It Up
- 1980 : Gypsy Mama (Andy Tielman)
- 1980 : Jesus (Andy Tielman and the Tielman Brothers)
- 1981 : Cheryl Moana Marie (Andy Tielman)